# Poecilium magnanii
Poecilium magnanii är en skalbaggsart som beskrevs av Gianfranco Sama och Rapuzzi 1999. Poecilium magnanii ingår i släktet Poecilium och familjen långhorningar. Inga underarter finns listade i Catalogue of Life.